# John Miller (cestista)
John F. Miller (Cleveland, ...) è un ex cestista statunitense.

## Carriera
Dopo la carriera universitaria alla Ohio State University venne scelto al quarto giro del Draft NBA 1955 dai Minneapolis Lakers (30ª scelta assoluta).
Scelse di entrare nella United States Air Force, dove continuò a giocare a pallacanestro.
Con gli Stati Uniti, rappresentati nell'occasione dalla squadra della United States Air Force, ha disputato il Campionato del mondo del 1959, vincendo la medaglia d'argento.